# پشه آنوفل کلاویگر
پشه آنوفل کلاویگر (نام علمی: Anopheles claviger) نام یک گونه از سرده آنوفل است.